# Алоля
Ало́ля (Алоль) — река в Псковской области России. Правый приток Великой.
Исток реки расположен на Бежаницкой возвышенности (озеро Арно) на территории Болгатовской волости Опочецкого района, а далее течёт по Кудеверской волости Бежаницкого района. Затем погранично по территориям Опочецкого района (Глубоковская волость) и Пустошкинского района (Щукинская и Алольская волости).
Протекает через несколько озёр, крупнейшими из которых являются Кудеверское и Бардово. В 29 км от устья по левому берегу впадает река Ципилянка.
Устье реки находится в Пустошкинском районе Псковской области в 323 км по правому берегу реки Великая, возле деревни Усохи. Длина реки — 105 км, площадь водосборного бассейна — 860 км².

## Данные водного реестра
По данным государственного водного реестра России относится к Балтийскому бассейновому округу, водохозяйственный участок реки — Великая. Относится к речному бассейну реки Нарва (российская часть бассейна).
Код объекта в государственном водном реестре — 01030000112102000027727.